# Stunde der Gartenvögel

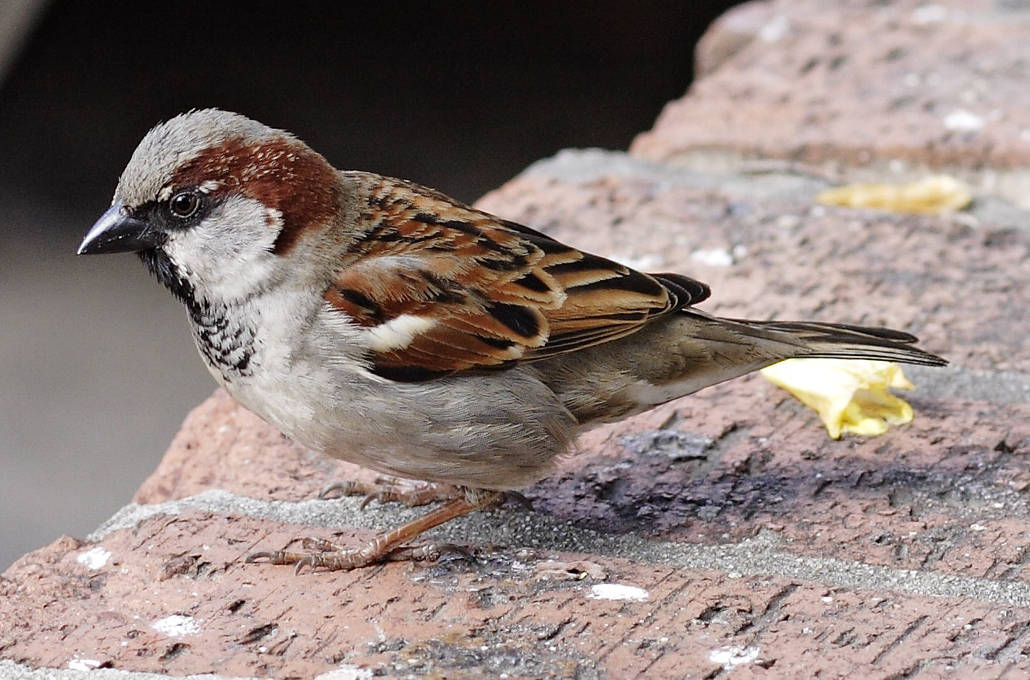
Der Haussperling war 2008 mit rund 135.000 Sichtungen (durchschnittlich 5,1 Spatzen pro Beobachtungsstelle) die häufigste Art.

Die Stunde der Gartenvögel ist eine Aktion zur Vogelbeobachtung. Sie findet seit 2005 in Deutschland und seit 2014 in der Schweiz statt. Bei dieser jährlich im Mai stattfindenden Aktion werden Bürger aufgerufen, während des Aktionszeitraums eine Stunde lang die Art und die Zahl der Vögel in einem Garten, vom Balkon aus oder in einem Park zu notieren.
In Deutschland wird die Stunde der Gartenvögel vom Naturschutzbund Deutschland (NABU) und vom Landesbund für Vogelschutz in Bayern veranstaltet, in der Schweiz wird sie von der Organisation Schweizer Vogelschutz SVS/BirdLife Schweiz koordiniert. 2025 findet die Aktion in Deutschland vom 9. bis zum 11. Mai, in der Schweiz vom 7. bis zum 11. Mai statt.
Neben der Stunde der Gartenvögel wird in Deutschland, Österreich sowie in einigen Schweizer Kantonen mit der Stunde der Wintervögel eine analoge Vogelzählung im Januar durchgeführt.

## Geschichte
Die Aktion wurde unter anderem nach dem Vorbild des Big Garden Birdwatch konzipiert, der nach eigenen Angaben weltweit größten Vogelbeobachtungsaktion, die seit 1979 von der Royal Society for the Protection of Birds (RSPB) in Großbritannien durchgeführt wird.
Im Jahr 2004 starteten in Deutschland acht Landesverbände des Naturschutzbunds Deutschland eine Vorläuferaktion, bevor 2005 bundesweit zur Vogelzählung aufgerufen wurde. Sie gilt als die deutschlandweit größte Aktion zur Vogelbeobachtung. Im Jahr 2008 nahmen rund 45.000 Vogelfreunde an der Zählung teil, die fast eine Million Vögel in insgesamt 26.371 Gärten erfassten. An der Stunde der Gartenvögel im Jahr 2020, bei der die Blaumeise im Fokus stand, da deren Population durch Suttonella ornithocola einen Rückgang erlebte, nahmen laut NABU mehr als 120.000 Menschen teil.
Die Stunde der Gartenvögel findet seit 2014 auch in der Schweiz statt. Veranstalter ist die Organisation Schweizer Vogelschutz SVS/BirdLife Schweiz 2021 haben mehr als 4500 Personen, Familien und Schulklassen teilgenommen; dabei wurden 136.277 Vögel aus 163 Arten beobachtet.
In Deutschland, Österreich und der Schweiz gibt es mit dem Birdrace zudem eine ähnliche Aktion, die stärker auf Ornithologen zielt.

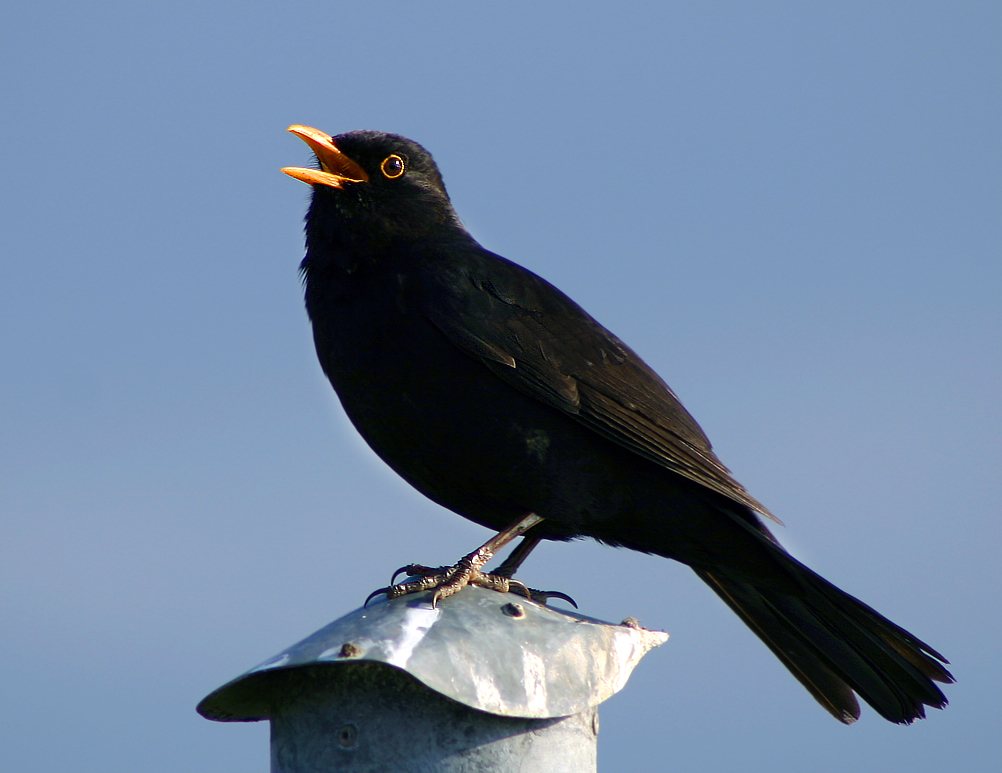
Die Amsel lag 2008 mit 4,7 Sichtungen pro Garten und 123.416 Exemplaren auf Platz zwei.

## Ziele
Nach eigenen Angaben ist es das Ziel der Aktion, ein „deutschlandweites und möglichst genaues Bild von der Vogelwelt in unseren Städten und Dörfern zu erhalten.“
Die Initiatoren erheben nicht den Anspruch einer wissenschaftlich exakten Erfassung des realen Bestands an Vögeln, wie sie beispielsweise eine Rasterkartierung erbringen würde. Ziele sind die Erhebung der längerfristigen Entwicklung von Bestandszahlen der Vögel in Gärten und Parks, um Anteile und Trends von Populationen zu ermitteln. Um repräsentative Ergebnisse zu erzielen, sollen die Populationsdaten über mehrere Jahre verglichen werden. Daraus lassen sich neue Erkenntnisse zur Entwicklung einzelner Vogelarten sowie zu deren regionaler Verteilung gewinnen.
Nicht öffentlich ausgesprochen wird die Absicht, mit Hilfe der Aktion Öffentlichkeitsarbeit zu betreiben, um den Vogelschutzgedanken in Deutschland weiter zu verbreiten.

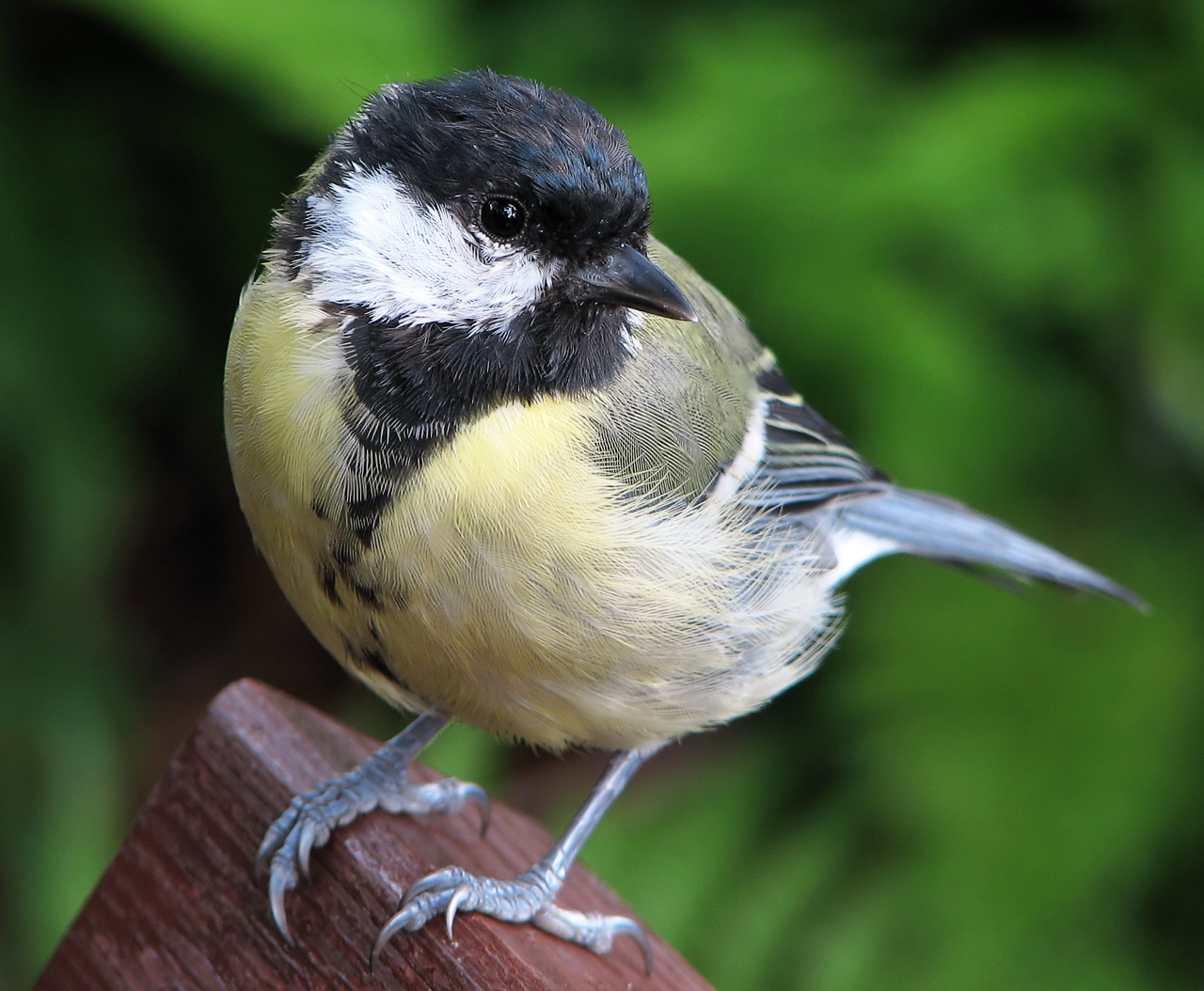
Die Kohlmeise belegte mit 78.563 gezählten Tieren (3,0 pro Garten) den dritten Platz

## Zählkriterien
- Termin: an drei Tagen im Mai (früher an einem Tag)
- Dauer: eine Stunde
- Zählung: größte Anzahl an Beobachtungen einer Art zum gleichen Zeitpunkt während des Beobachtungszeitraums von einer Stunde (nicht die Gesamtzahl der während einer Stunde beobachteten Tiere)
- Teilnehmende: eine oder mehrere Personen in einem Garten oder Park

## Ergebnisse 2016
Im Jahr 2016 wurden in Deutschland über eine Million Vögel in über 27.000 Gärten und Parkanlagen erfasst. Die folgende Tabelle zeigt die zwanzig am häufigsten beobachteten Tiere:
| Rang | Art            | Gesamtzahl | Anteil der Gärten in Prozent |
| ---- | -------------- | ---------- | ---------------------------- |
| 1.   | Haussperling   | 130.633    | 64                           |
| 2.   | Amsel          | 99.825     | 97                           |
| 3.   | Kohlmeise      | 85.103     | 86                           |
| 4.   | Star           | 72.243     | 53                           |
| 5.   | Blaumeise      | 68.010     | 77                           |
| 6.   | Feldsperling   | 65.988     | 39                           |
| 7.   | Elster         | 46.651     | 71                           |
| 8.   | Grünfink       | 34.087     | 44                           |
| 9.   | Ringeltaube    | 32.603     | 44                           |
| 10.  | Buchfink       | 31.946     | 49                           |
| 11.  | Mehlschwalbe   | 29.187     | 18                           |
| 12.  | Mauersegler    | 27.766     | 20                           |
| 13.  | Rotkehlchen    | 25.438     | 56                           |
| 14.  | Rabenkrähe     | 23.783     | 29                           |
| 15.  | Eichelhäher    | 12.337     | 25                           |
| 16.  | Rauchschwalbe  | 12.107     | 9                            |
| 17.  | Türkentaube    | 12.006     | 19                           |
| 18.  | Buntspecht     | 11.998     | 29                           |
| 19.  | Hausrotschwanz | 11.790     | 23                           |
| 20.  | Dohle          | 10.065     | 8                            |

## Kritik
Die Zählung kann durch eine große Zahl an Fehlerfaktoren beeinflusst werden. Zu unterscheiden ist zwischen Fehlerfaktoren, die in der allgemeinen Anlage der Untersuchung (methodische Fehler) begründet liegen, und solchen, die dem Faktor Mensch zuzurechnen sind.
Die Bestimmung wird in vielen Fällen von ornithologischen Laien durchgeführt. Bei ihnen besteht eher die Gefahr, dass zum einen Tiere mit anderen ähnlich aussehenden Vögeln (zum Beispiel Sumpf- und Weidenmeisen oder Fitis und Zilpzalp) verwechselt werden. Hierzu nimmt der NABU selbst wie folgt Stellung:

„Wir wissen, dass bestimmte Verwechslungen jedes Jahr zu einem bestimmten Grad auftreten. […] Solange sich die Häufigkeit dieser Fehler von Jahr zu Jahr jedoch nicht ändert, hat dies keine wesentlichen Auswirkungen auf die Ergebnisse. Problematisch wäre das erst, wenn plötzlich von einem Jahr aufs andere ein bestimmter Fehler häufiger oder seltener passiert.“

Zum anderen fallen Vögel aus der Statistik, die von ihnen mangels Kenntnis, Bestimmungsbüchern oder schlechten Beobachtungsbedingungen nicht bestimmt werden können. Dieser Fehler konnte bei der Entwicklung der Zahlen der Jahre 2005 und 2006 nachgewiesen werden, nachdem die Zahl der beobachteten Elstern, Mehlschwalben und Mauersegler auffällig gestiegen war. Die Ursache lag darin, dass Bilder dieser Tiere in diesem Jahr erstmals im Flyer zur Stunde der Gartenvögel abgebildet wurden. Um diesen Fehler zukünftig zu vermeiden, wurde beschlossen, in jedem Jahr dieselben 40 Vögel abzubilden. Fraglich ist auch, ob die Zählkriterien in jedem Fall beachtet werden, zum Beispiel die Vorgabe, dass nicht alle Vögel addiert werden, die innerhalb einer Stunde gesichtet werden, sondern die höchste Anzahl der Vögel, die zu einem Zeitpunkt gesichtet werden. Schließlich wird es vielen ornithologischen Laien im Gegensatz zu Fachleuten schwerer fallen, Vögel, die man nicht sieht, aber hört, anhand ihrer Stimme zu identifizieren.
Die Beobachtungen werden in den meisten Fällen an Orten durchgeführt, die durch eine permanente Anwesenheit von Menschen geprägt sind. Dennoch werden bei den Zählungen in den seltensten Fällen Vorrichtungen getroffen, dass die Menschen sich unauffällig verhalten (Tarnzelte oder Ähnliches). Im Gegenteil werden manche Zählungen von Beobachtergruppen vorgenommen. Scheue Vögel mit einer großen Fluchtdistanz werden so kaum zu beobachten sein, auch wenn sie sich normalerweise dort aufhalten. Daneben werden vor allem Tiere beobachtet werden, die sich nicht versteckt verhalten, sondern sich bei der Anwesenheit von Menschen offen zeigen. Nachtaktive Vögel wie Schleiereulen oder Ziegenmelker werden nur in den seltensten Fällen angetroffen, auch wenn sie in dem beobachteten Gebiet vorkommen, weil die meisten Untersuchungen tagsüber durchgeführt werden.
Schließlich sind weder die Bezeichnung Gartenvögel noch die Habitatformen Gärten und Parks genauer definiert.
Um die Zahl der Fehler zu verringern, bieten viele Ortsgruppen des Naturschutzbunds Deutschland Seminare und Aktionen an, bei denen die Teilnehmer ihre Kenntnisse verbessern können.
Unter dem Strich haben die Ergebnisse nur eine begrenzte Aussagekraft, da die angewendete Methode Schwächen hinsichtlich der Gütekriterien aufweist. Sie lassen aber aufgrund der großen Zahl von in einem eng begrenzten Zeitraum durchgeführten Zählungen durchaus Aussagen zur Vogelpopulation in den untersuchten Gebieten zu. Zum Beispiel lassen sich Aussagen zur Entwicklung einzelner Vogelarten über einen längeren Zeitraum treffen.